# プロヴァンス級戦艦
| プロヴァンス級戦艦 もしくはブルターニュ級 | プロヴァンス級戦艦 もしくはブルターニュ級 |
| ----------------------------------------- | --- |
| 写真は近代化改装後のプロヴァンス          | |
| 艦級概観                                  | |
| 艦種                                      | 戦艦 |
| 艦名                                      | 地名 |
| 前級                                      | クールベ級戦艦 |
| 次級                                      | ノルマンディー級戦艦 |
| 性能諸元                                  | |
| 排水量                                    | 基準：27,340トン 常備：23,230トン |
| 全長                                      | 165.81m 164.9m（水線長） |
| 全幅                                      | 26.911m |
| 吃水                                      | 9.0m（竣工時）、9.8m（1933年） |
| 機関                                      | ベルヴィール式石炭専焼水管缶18基 (ブルターニュはニクローズ式24基、 ロレーヌはギョ・ド・タンブル式24基） ＋パーソンズ式直結型タービン（低速・高速）2組4軸推進 （1933年： インドル式重油専焼水管缶6基＋パーソンズ式ギヤードタービン4基4軸推進） |
| 最大 出力                                 | 29,000hp（1933年：43,000hp） |
| 最大 速力                                 | 20ノット（1933年：23.7ノット） |
| 航続 距離                                 | 10ノット/4,700海里 （1934年：10ノット/3,500海里） |
| 乗員                                      | 1,124名(竣工時)、 （1934年：1,133名） |
| 兵装 （竣工時）                           | M1912型 34cm（45口径）連装砲5基 M1910型13.9cm（55口径）単装速射砲22基 47mm（60口径）高射機関砲4基 45cm水中魚雷発射管単装4基 機雷30個 |
| 兵装 （1934年）                           | M1912型 34cm（45口径）連装砲5基（ロレーヌは4基） M1910型 13.9cm（55口径）単装速射砲14基 M1922型 7.5cm単装高角砲8基（ロレーヌはM1930 10cm(45口径)連装高角砲4基) M1929 13.2mm四連装機銃3基                                                      |
| 装甲                                      | 舷側：270mm（水線部）、160～250mm（舷側部） 甲板：115（30+40+45）mm 主砲塔：400～250mm（前盾） パーベッド：270mm（最大厚） 司令塔：314mm（側盾）                                                                                              |
| 水上機                                    | （1933年：水上機4基、カタパルト1基（ロレーヌのみ）） |

プロヴァンス級戦艦（プロヴァンスきゅうせんかん、Classe Provence）、もしくはブルターニュ級戦艦（ブルターニュきゅうせんかん、Classe Bretagne）は、フランス海軍が第一次世界大戦前に建造した最初の超弩級戦艦の艦級である。
3隻が竣工し、ギリシャ海軍が発注した1隻は建造中止となった。
日本海軍の扶桑型戦艦と、同世代である。海軍休日時代に、幾度か近代化改装を実施した。
第二次世界大戦で2隻が失われた。アレキサンドリアでイギリス海軍に抑留されたのち、自由フランス軍に参加したロレーヌのみ、世界大戦を生き延びた。

## 概要
プロヴァンス級戦艦（文献によってはブルターニュ級戦艦）は、クールベ級戦艦の改良版として設計された。
このためクールベ級とプロヴァンス級は、船体構造の大部分が同一である。相違点は、前級で船体中央部に設けられた単脚檣の位置が煙突の背後から前へ移動したこと、主砲口径を12インチ（30.5cm）45口径から13.5インチ（34cm）45口径に増加し、かわりに砲塔数が6基から5基に減少したことが挙げられる。5基の主砲塔は、船体の中心線上に配置されている。
フランス海軍の戦列艦は、前弩級戦艦のダントン級から弩級戦艦のクールベ級に進歩。本級で超弩級戦艦に至った。
海軍休日時代に幾度か近代化改装を実施、特に「ローレーヌ」は艦中央部の主砲塔1基を撤去して姉妹艦と艦影が異なっている。

## 建造経緯
1900年初頭のフランス海軍がレピュブリク級戦艦および改良型のリベルテ級戦艦やダントン級戦艦を計画したり建造に取り掛かっている時、イギリス海軍は画期的戦艦「ドレッドノート (HMS Dreadnought) 」を完成させた。ドレッドノートを端緒に、海軍強国間で弩級戦艦時代と建艦競争が始まっていた。
出遅れたフランス海軍が1910年計画により建造し、初の弩級戦艦として保有したのがクールベ級戦艦である。クールベ級戦艦は4隻が1913年6月～1914年8月にかけて竣工した。このクラスは、45口径12インチ（30.5センチ）連装砲塔6基（合計12門）と13.8センチ砲22門を装備し、最大速力21ノットであった。
その頃、列強では13.5インチ砲（34.3センチ砲）から14インチ砲（35.6センチ砲）を備えた超弩級戦艦が続々と完成していた。
仮想敵国や列強に対抗すべく、クールベ級戦艦の設計を流用しつつ、13.5インチ（34センチ）連装砲塔5基を装備したのがプロヴァンス級戦艦（ブルターニュ級戦艦）である。
なお本級が竣工した時には世界の海軍大国で15インチ（38.1cm）砲を採用した戦艦や巡洋戦艦が建造されており、相変わらず出遅れている事に変わりはなかった。
折しも東方問題で火薬庫と化していたバルカン半島では、オスマン帝国と、大ギリシャ主義を掲げるギリシャ王国が対立し、建艦競争を繰り広げていた。
オスマン帝国はイギリスを頼り、レシャディエ級戦艦を発注する。
次にアームストロング社で建造していたブラジル海軍むけ弩級戦艦を購入し、スルタン・オスマン1世と命名した。
ギリシャは対抗できる戦艦を求めて、フランス、ドイツ帝国、アメリカ合衆国を頼る。
主砲の45口径14インチ砲製造をアメリカに依頼し、船体建造をドイツ帝国に発注したのが戦艦「サラミス (Σαλαμίς) 」である。
最後にフランスに依頼したのが、プロヴァンス級戦艦の輸出仕様であった。「ヴァシレフス・コンスタンティノス (Vasilefs Konstantinos、Βασιλεύς Κωνσταντίνος Ι) 」の建造が1914年（大正3年）6月12日（6月13日とも）にサン=ナゼールのペンオエ造船所ではじまった（ギリシャ海軍が保有した戦艦一覧）。そのあとギリシャ海軍の予算不足でキャンセルされたので、フランス海軍が取得し「サヴォイア (Savoie) 」と改名して建造を続けたが、第一次世界大戦勃発で建造中止になった。
フランス海軍は本級の建造を3隻（輸出仕様1隻）で打ち切り、四連装砲塔を備えたノルマンディー級戦艦やリヨン級戦艦を建造予定だった。これらのフランス次世代戦艦は第一次世界大戦により全艦建造中止になり、ノルマンディー級の「ベアルン (Béarn) 」のみワシントン海軍軍縮条約の規定により航空母艦へ改造された。
ワシントン軍縮条約でも、フランスは次世代戦艦の保有を許されなかった。このうち戦艦「フランス (Cuirassé, France) 」は座礁して沈んでしまったので、海軍休日時代のフランス主力艦は6隻になった。
1930年代になるとダントン級戦艦が除籍された。
クールベ級戦艦「クールベ (Cuirassé, Courbe) 」と「ジャン・バール (Cuirassé, Jean Bart) 」の旧式化も著しくなり、戦艦「パリ (Cuirassé, Paris) 」のみ現役という状態であった。
プロヴァンス級戦艦は、依然としてフランス海軍の主力艦である。その一方、フランスは国内事情から本級の近代化改装は他国の戦艦と比較して小規模であった。
この頃、ドイツのヴァイマル共和政は共和国海軍の再建をかけてドイッチュラント級装甲艦（通称ポケット戦艦）を建造し、ヨーロッパで建艦競争が再燃する。
低速のフランス戦艦（クールベ級、プロヴァンス級）では、ポケット戦艦に対抗できないと見做された。フランスはワシントン条約の代艦規定によりダンケルク級戦艦の建造を開始、フランス海軍は条約型戦艦として世界最初の高速戦艦を保有することになった。

## 艦形

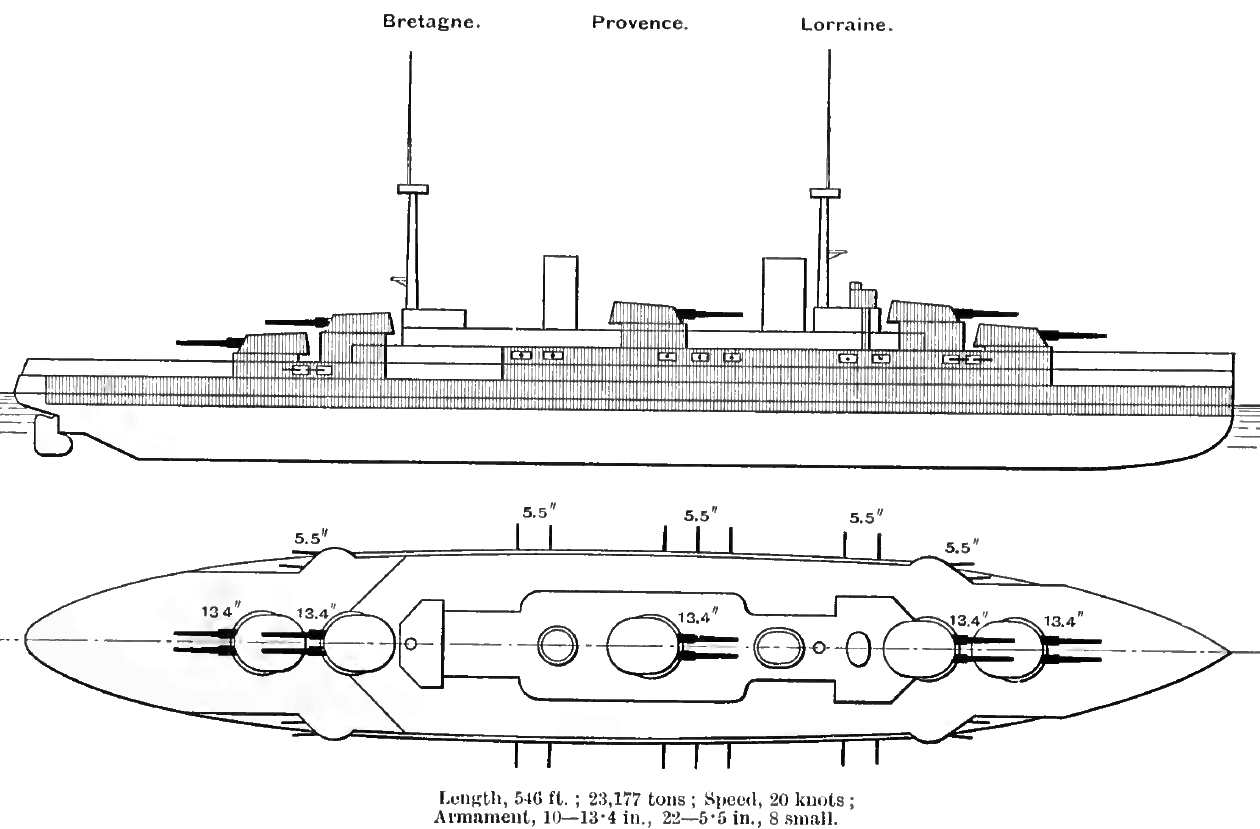
竣工当時の本級の武装配置と防御配置を示した図

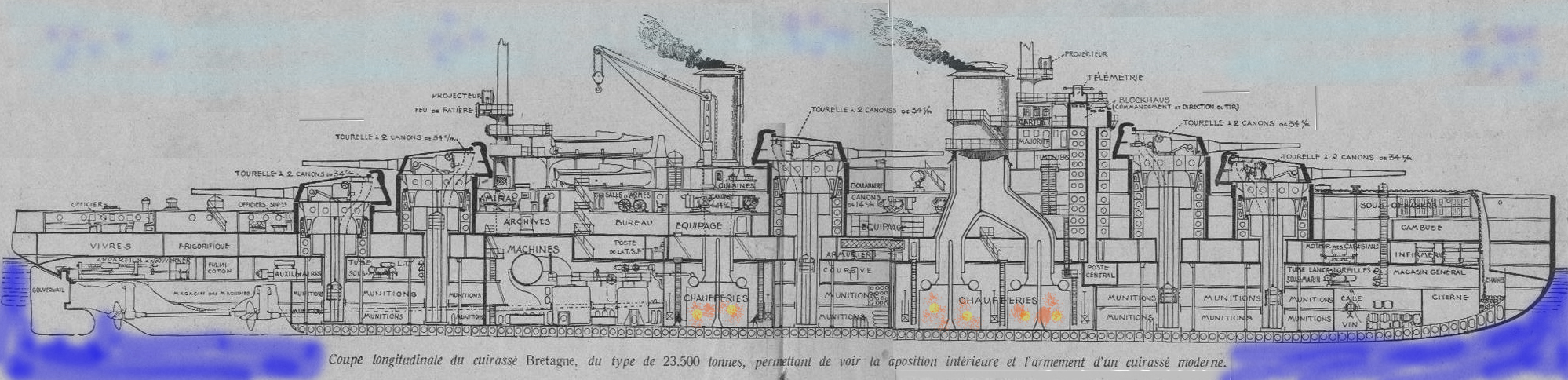
竣工当時の本級の艦内配置を示した図

本級の船体は前級に引き続き長船首楼型船体で、垂直に切り立った艦首形状を持っていた。前弩級戦艦時代のフランス戦艦伝統の「グランド・ホテル」と形容される複雑な艦上構造物はなりを潜め、装甲司令塔と煙突と単棒檣の前後マストと砲塔以外はない、簡潔でいて重厚な外観となっていた。
「カネー Model 1912 34cm（45口径）砲」を連装砲塔に収めて1番・2番主砲塔を背負い式に2基、装甲司令塔を組み込んだ操舵艦橋の背後に簡素な単脚式の前部マストが立つ。煙突の本数は前級の3本から1本減った2本煙突だが、船体中央部に3番主砲塔を配置した関係によりボイラー室を分散配置したために1番煙突と2番煙突との間隔がより離された。2番煙突の両脇に艦載艇揚収用のクレーン、後部艦橋に組込まれた単脚式の後部マスト、後部甲板上に後向きに4番・5番主砲塔を背負い式に2基配置した。
本級の副砲である「カネー Model 1910 13.9cm（55口径）速射砲」は前級同様に複数の単装砲を分散配置したが、前級と異なり首尾線方向の火力よりも縦列陣形時の片舷斉射門数を重視していた。1番2番主砲塔の間に2基、艦橋の側面に2基、3番主砲塔の側面に3基、2番煙突の側面に2基、4番・5番主砲塔の側面に2基ずつの片舷11基の計22基を配置した。
この武装配置により前方向に34cm砲4門・13.9cm砲4門、左右方向に最大で34cm砲10門・13.9cm砲11門、後方向に34cm砲4門・13.9cm砲4門が指向できた。

## 主砲

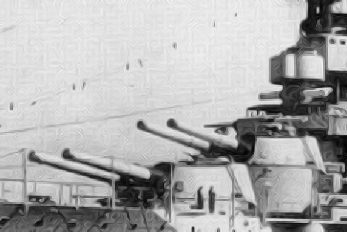
写真はプロヴァンスの34cm（45口径）連装砲塔2基

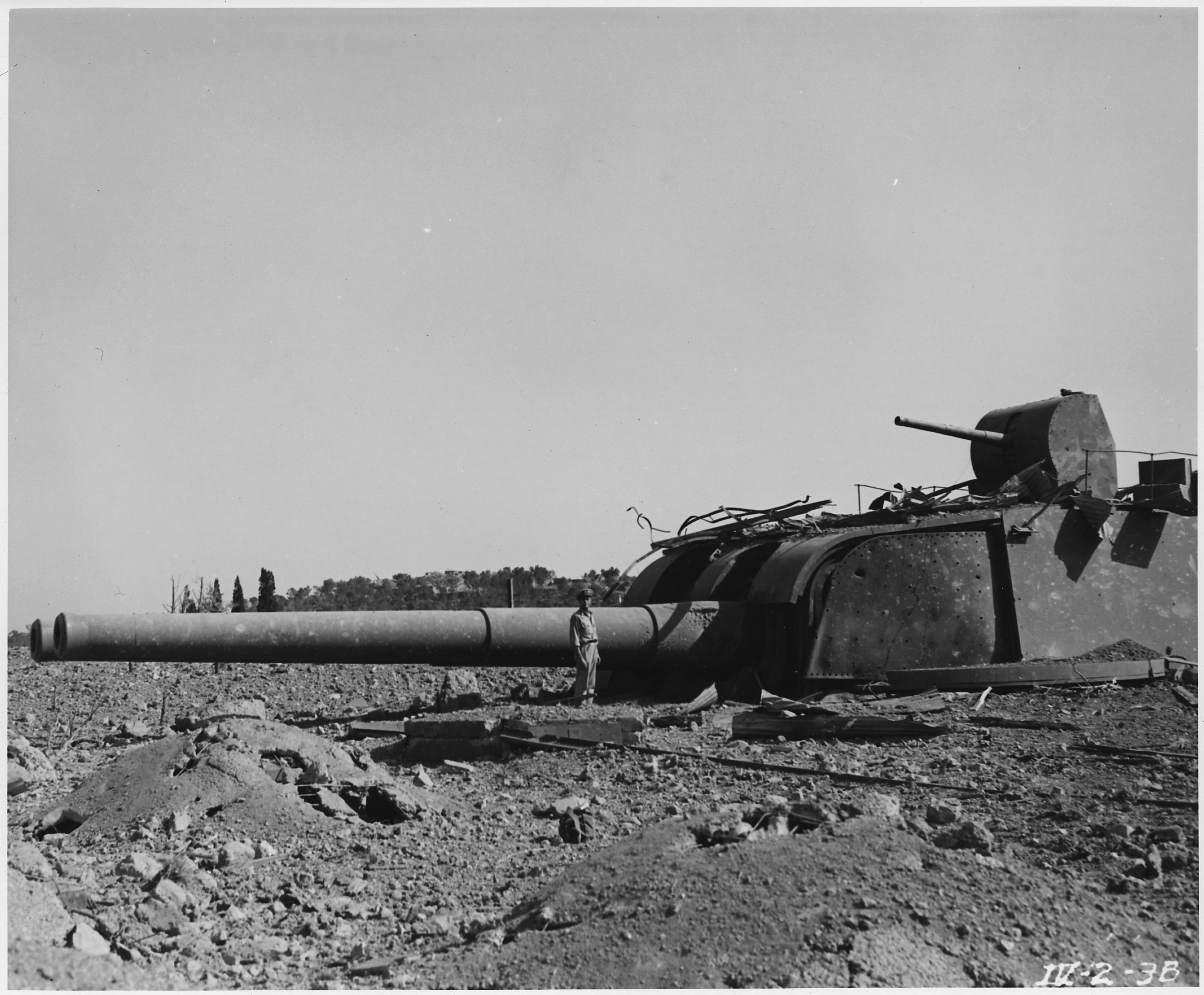
トゥーロン港要塞に設置されたプロヴァンスの主砲。

本級の主砲には新設計の「1912年型 34cm（45口径）砲」を採用した。その性能は重量555kgの砲弾を最大仰角12度で14,500mまで届かせることが出来るこの砲を前級と同じく連装砲塔に収めた。主砲身の俯仰・砲塔の旋回・砲弾の揚弾・装填は主に電力で行われ、補助に人力を必要とした。砲身の俯仰能力は仰角12度・俯角5度であるが、後述する近代化改装や砲弾の更新により最終的に最大仰角23度まで引き上げられ、重量砲弾化された575kgの砲弾を最大射程26,600 mまで届かせることができた。砲塔の旋回角度は1番・2番・4番・5番主砲塔は船体首尾線方向を0度として左右150度の広い旋回角度を持っていたが、前後を煙突に挟まれた3番主砲塔のみ前方向に30度の死角があった。改装前も改装後も発射速度は毎分2発である。

### 副砲、その他備砲等
副砲は前級に引き続き「カネー Model 1910 138mm（55口径）速射砲」を採用した。その性能は重量39.5kgの砲弾を仰角25度で16,100mまで届かせることができた。 砲身の俯仰能力は仰角25度・俯角7度で、旋回角度は左右160度の旋回角度を持っていた。装填形式は自由角度装填で、発射速度は人力装填のため毎分5～6発であった。これを舷側ケースメイト（砲郭）配置で片舷11基ずつの計22基を配置した。その他に対水雷艇用に47mm単装速射砲を7門、対艦攻撃用に45cm魚雷を発射できる水中魚雷発射管を単装で4基を装備した。45cm魚雷の射程は射程5500mでこれを24本搭載した。他に航路閉鎖用に機雷30発を搭載・投下できた。
竣工後の近代改装において艦首部の副砲4基と45cm魚雷発射管4基を撤去して浮いた重量で対空兵装として「Model 1927 7.5cm（60口径）高角砲」が採用された。この砲はロングセラーで、続く「シュフラン級」と戦利巡洋艦にも搭載された。その性能は重量5.93kgの砲弾を仰角40度で14,100mまで、最大仰角90度で高度8,000mまで届かせることができた。 砲身の俯仰能力は仰角90度・俯角10度で、旋回角度は左右150度の旋回角度を持っていたが実際は遮蔽物に制限された。装填形式は自由角度装填で、発射速度は人力装填のため毎分8～15発であった。これを単装砲架で片舷4基ずつの計8基を装備した。なお、「ロレーヌ」のみ3番主砲塔を撤去して跡地を水上機格納庫とした時に高角砲は新型艦のテストとして「1930年型 10cm（45口径）高角砲」を採用していた。その性能は重量13.5kgの砲弾を仰角45度で射程15,900m、最大仰角80度で10,000mまで届かせることが出来た。俯仰能力は仰角80度・俯角10度で旋回角度は160度の旋回度を持っていた。発射速度はどの仰角や旋回角でも毎分10発である。これを連装砲架で片舷2基ずつ計4基を水上機格納庫の側面に配置した。

## 防御
防御方式はクールベ級と同じく全体防御方式を採用しており、水線部に艦首から艦尾部までの舷側全体に装甲が張られた。水線中央部の1番から5番主砲塔の間が270mm、艦首・艦尾部では180mmであった。当時の水雷防御として水線下の水密隔壁に8mm装甲板が張られた。
また、最上甲板の中央舷側部には1番主砲塔側面から5番主砲塔側面にかけて180mmの装甲が張られており、副砲ケースメイト部は重防御であった。主砲塔の前盾には400mmから250mmもの装甲が張られ、バーベット部も270mmである。
甲板部の水平防御は日露戦争時の戦訓を取り入れて三層全ての甲板に装甲が施され、船首楼甲板：30mm、第一甲板：40mm、主防御甲板は傾斜部が70mmで平坦部は45mmである。艦底部は舷側バルジからのばされた二重底である｡

## 艦歴
| 艦名                             | 造船所                         | 起工日        | 進水日        | 竣工日         | 退役（喪失）      |
| -------------------------------- | ------------------------------ | ------------- | ------------- | -------------- | ----------------- |
| プロヴァンス                     | アーセナル・デ・ロリアン       | 1912年4月21日 | 1913年4月20日 | 1916年1月20日  | 1942年11月27日    |
| ブルターニュ                     | ブレスト海軍工廠               | 1912年7月1日  | 1913年4月21日 | 1915年11月29日 | 1940年7月3日      |
| ロレーヌ                         | サン・ナゼールのACL            | 1912年11月7日 | 1913年9月30日 | 1916年3月10日  | 1953年2月17日     |
| ヴァシレフス・コンスタンティノス | サン・ナゼールのペンオエ造船所 | 1914年6月13日 | 0             | 0              | 1914年8月建造中止 |

第一次世界大戦では大きな海戦に参加することは無くイギリス海軍と共同の船団護衛作戦と海峡封鎖作戦に従事した。海軍休日中に幾度か近代化改装を受け、イタリア王立海軍の弩級戦艦（カブール級、ドゥイリオ級など）への抑止力として働いた。

### 竣工後の第一次改装
1916年の竣工後の1919年～1920年にかけて第一次近代化改装を行った。外観上最も目立つ変更点は、単脚式の前部マストを三脚式に改良した点で、これに伴い三脚檣基部の艦橋フラット部を二層から三層構造に変更し、装甲司令筒の天蓋部にビッカーズ式射撃指揮装置を装備した。煙突は艦橋側の1番煙突を高くして煤煙の逆流を防ぐと共に排気効率を向上させた。また主砲塔の仰角を12度から18度へ上げ、最大射程を14,500mから21,000mへと伸ばした。

### 竣工後の第二～四次改装

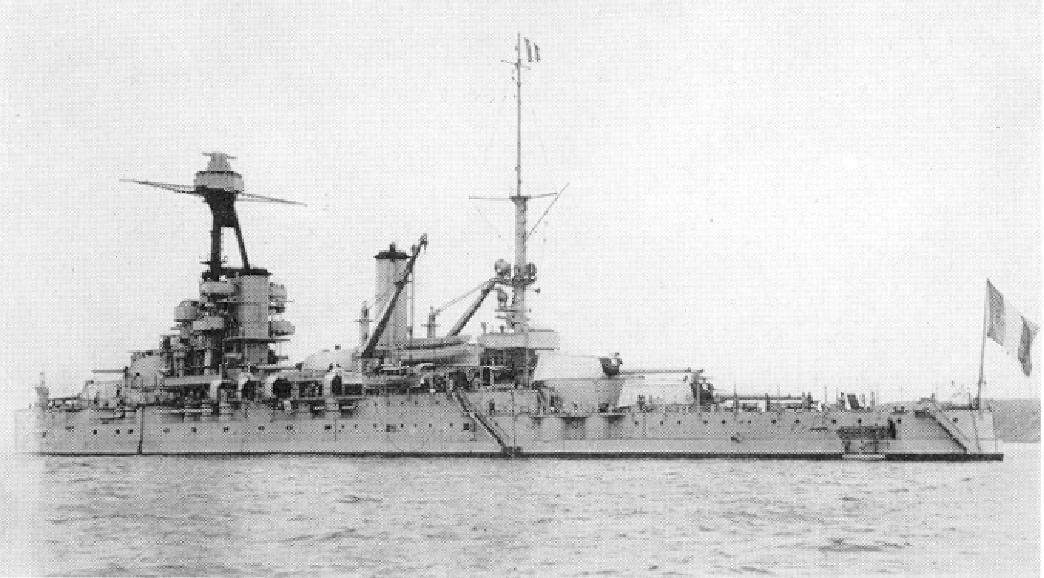
近代改装後のプロヴァンス

続く1923年～1929年にかけて第二次近代化改装を行った。前部マストの頂上部に円筒形の装甲指揮所を設け、最上部に基線長4.57m・タイプC型二連測距儀を中心に、射撃指揮装置を国産のローラン・パスキエル式主砲・副砲兼用型射撃指揮装置に更新した。また、この頃に主砲弾を1912年型から重量化砲弾とした1924年型に更新し、575kgの重量弾となった。
更に1931～1932年の第三次改装で改装内容は攻防走全ての面に及んだ。主砲塔の仰角を23度へ引き上げて更なる射程距離の延伸を計り、射程を26,600mに伸ばした。主缶の一部を重油専焼缶に更新されたが、主缶全てが重油専焼缶に更新されるのは1934年の第四次改装になってからで最大出力は29,000hpから43,000hpへと増加し速力も20ノットから23.7ノットへと増加した。この時に艦載艇揚収クレーンを大型化して水上機を吊り上げやすくした。この改装で対空兵装も強化され、プロヴァンスとブルターニュは新開発の「1927年型 75mm（50口径）高角砲」を採用し、これを3番主砲塔の側面の甲板上に片舷4基ずつ計8基を搭載、それと近接対空用に「1929年型 13.2mm（76口径）機銃」を4連装砲架で3基が搭載された。なお、ロレーヌのみ高角砲は新型艦のテストとして「1930年型 10cm（45口径）高角砲」を採用していた。これを連装砲架で片舷2基ずつ計4基を水上機格納庫の側面に配置した。

## 第二次世界大戦

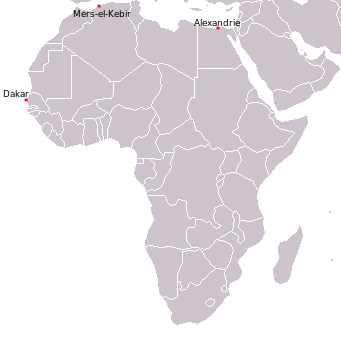
フランス艦隊の配置を示した地図。大西洋岸のダカール、地中海側のアルジェリア、右側に英国艦隊の主力が駐留していたアレキサンドリア。

1939年（昭和14年）9月以降の第二次世界大戦において、フランス海軍の高速戦艦2隻は襲撃部隊に所属して大西洋に配置され、イギリス海軍の任務部隊と共にドイツ海軍 (Kriegsmarine) のポケット戦艦や仮装巡洋艦狩りに奔走した（大西洋攻防戦）。低速のプロヴァンス級戦艦は、フランス本国海域にとどまり、地中海に睨みをきかせた。
1940年（昭和15年）になるとイタリア王国の参戦が濃厚になり、連合国はイタリア王立海軍 (Regia Marina) への備えとしてアルジェに本級2隻（プロヴァンス、ブルターニュ）とダンケルク級戦艦2隻を配置、フランス戦艦ロレーヌ (cuirassé Lorraine) をエジプトのアレキサンドリアに派遣した。
ロレーヌのエジプト派遣はフランス地中海艦隊を増強するための措置であり、ゴッドフロイ提督の指揮下、X部隊に組み込まれる。アレクサンドリア港はイギリス地中海艦隊の根拠地だったので、X部隊もイギリス海軍と共同で作戦をおこなった。たとえばロレーヌはイタリア参戦直後に英艦隊と共に北アフリカリビアのバルディアを砲撃、X部隊はイタリア本土のジェノヴァに艦砲射撃を実施している（ヴァード作戦）。

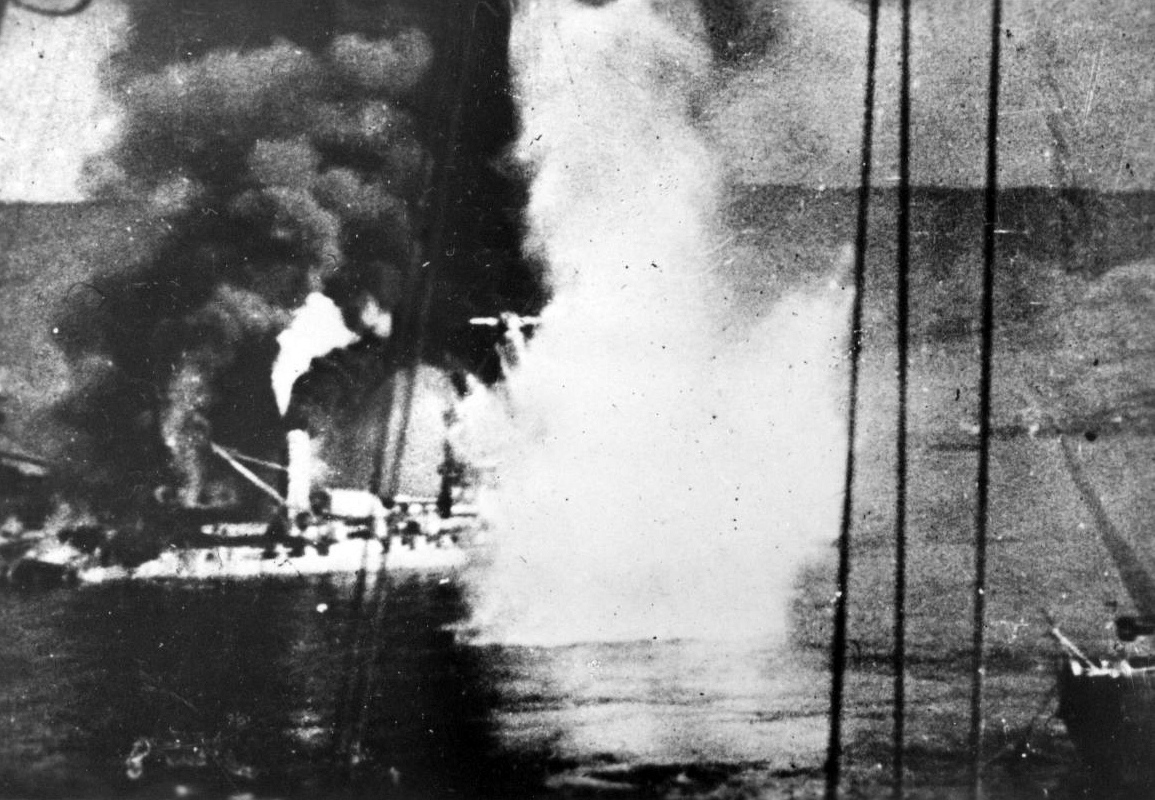
英国艦隊より攻撃を受ける「ブルターニュ」。

5月、フランス陸軍は西部戦線でドイツ軍に大敗する。6月10日、イタリア王国が宣戦を布告、フランス本国に侵攻したことで地中海戦線が形成される（地中海攻防戦）。6月22日、フランスはドイツと休戦協定を結ぶ。6月24日、フランスとイタリア間でヴィラ・インチーサ休戦協定が成立する。フランス海軍はドイツから接収を受けないように本国以外の植民地に主力艦を脱出させていたが、ヴィシー政権政権下でドイツの手に落ちる、または枢軸陣営と組んで自軍に敵対することを恐れたチャーチル英国首相により、フランス艦隊の無力化が実施される。
1940年7月3日、オラン（アルジェリア）のメルス・エル・ケビールにおいて、在泊フランス艦隊はジブラルタルからやってきた英海軍のH部隊（指揮官サマヴィル提督）から攻撃を受けた（メルセルケビール海戦）。
15インチ砲を装備した主力艦3隻（フッド、ヴァリアント、レゾリューション）の砲撃により、ブルターニュは炎上して転覆した。プロヴァンスとダンケルクは果敢に応戦したものの被弾して中破し、浅瀬に座礁して喪失を防いだ。
メルス・エル・ケビール海戦で損傷したフランス戦艦2隻は応急処置後に浮揚され、南仏トゥーロンに回航されて修理を受ける。この時期の大洋艦隊 (Forces de haute mer) は枢軸陣営（ドイツ、イタリア）軍事委員会に管理され、士気が低下して艦艇の状態も悪化していた。1942年（昭和17年）11月、枢軸国はアントン作戦を発動し、その一環としてフランス艦隊の接収を試みたので、これを防ぐためダンケルク級戦艦などと共に自沈した（トゥーロン港自沈）。以後、二度と戦線復帰しなかった。プロヴァンスの13.5インチ主砲は回収され、トゥーロン軍港を守るサン＝マンドリエ＝シュル＝メールの砲台に設置された。
一方、アレキサンドリアに派遣されていたロレーヌは、イギリス地中海艦隊に主砲を向けられるなど緊迫した場面もあったが、幸いにも平和裏に武装解除が行われた。アレキサンドリアで抑留されたあと、自由フランス海軍に所属して大西洋を中心に活動を行った。
フランス解放の足掛かりとして1944年（昭和19年）6月に発動されたノルマンディー上陸作戦（オーヴァーロード作戦）に自由フランス海軍は「ロレーヌ」を旗艦として参加し、大西洋の壁に立てこもるドイツ軍へ向け艦砲射撃を加えた。
同年8月、トゥーロン攻略作戦（ドラグーン作戦）に、14インチ砲を装備したアメリカ海軍の標準型戦艦、15インチ砲を装備したイギリスR級戦艦「ラミリーズ (HMS Ramillies) 」と共に参加する。ロレーヌは、姉妹艦プロヴァンスより回収されサン・マンドリエ・シュル・メールの要塞砲になっていた13.5インチ砲と撃ち合った。この砲台を破壊したのはアメリカ戦艦「ネヴァダ (USS Nevada, BB-36) 」であったという。8月26日、連合軍はトゥーロンを占領した。
更に同年12月から「ロレーヌ」と重巡洋艦（デュケーヌ、トゥールヴィル、シュフラン等)を基幹とする自由フランス海軍機動部隊が編成され、未だドイツに占領されている大西洋沿岸の港湾に攻撃を加える形で終戦まで戦った。プロヴァンス級戦艦で唯一世界大戦を生き残ったロレーヌは練習艦や浮き倉庫として使用されたあと、1953年に退役した。